# Oxyrhachis pandata
Oxyrhachis pandata är en insektsart som beskrevs av William Lucas Distant. Oxyrhachis pandata ingår i släktet Oxyrhachis och familjen hornstritar. Inga underarter finns listade i Catalogue of Life.